# La defensa del dragón
La defensa del dragón és una pel·lícula colombiana de l'any 2017, escrita i dirigida per Natalia Santa i protagonitzada per Gonzalo de Sagarminaga, Hernán Mendez i Manuel Navarro. Es va estrenar en la Quinzena de Realitzadors del 70è Festival Internacional de Cinema de Canes. La seva estrena en Colòmbia va ser el 27 de juliol de 2017.

## Sinopsi
Samuel, Joaquín i Marcos són tres vells amics que passen els seus dies en el centre de Bogotà, entre el llegendari club d'escacs Lasker, el Casino Caribe, i el vetust cafè La Normanda.
Samuel (53) és un jugador d'escacs professional que va deixar de competir després d'haver perdut en el torneig més important de la seva carrera, torneig que va tenir lloc a Moscou a inicis del nou mil·lenni, quan encara era una figura reconeguda en aquest esport. El seu millor amic és Joaquín (65), un consagrat rellotger que està a punt de tancar el taller que va heretar del seu pare i en el qual treballa des que té memòria. Marcos (72), un homeòpata basc que es dedica a buscar la fórmula per a guanyar en el pòquer, completa el grup, més per costum que per una altra cosa. Els tres comparteixen el gust pels escacs, les caminades pel centre i la insistència en la solitud.

## Repartiment
- Gonzalo de Sagarminaga com Samuel.
- Hernan Mendez com Joaquín.
- Manuel Navarro com Marcos.
- Maia Landaburu com MATILDE.
- Martha Leal com Ingrid.
- Laura Osma com Julieta.[3]
- Victoria Hernández com Josefina.